# Partido Socialista de Andalucía (2001-2011)
El Partido Socialista de Andalucía (PSA) fue un partido político español, de ideología nacionalista andaluza. Se constituyó en 2001 como una escisión del Partido Andalucista (PA) y fue liderada, en un principio, por Pedro Pacheco, que por aquel entonces era alcalde de Jerez de la Frontera. En 2011, tras varios años de trabajo en común, decidió reintegrarse en el PA.

## Historia
Sus primeras elecciones fueron las municipales de 2003, en las que obtuvo casi 59.000 votos, obteniendo un total de 55 concejales en toda Andalucía. En las elecciones autonómicas del 14 de marzo de 2004 obtuvieron más de 42.000 votos, pero ningún diputado, siendo la sexta fuerza política andaluza. El PSA acudió también a las elecciones europeas de 2004, dentro de la coalición Europa de los Pueblos, la cual obtuvo un eurodiputado. En esta coalición participó junto a otros partidos nacionalistas como Esquerra Republicana de Catalunya (ERC), la Chunta Aragonesista (CHA), Eusko Alkartasuna (EA) o Andecha Astur.
En las elecciones municipales de 2007 el PSA aumentó el número de concejales hasta obtener más de 60. En lo referido a número de votos, obtuvo casi 50.000.
A finales de noviembre de 2007, el PSA y el PA decidieron volver a unir sus fuerzas, y formaron la Coalición Andalucista junto a otras formaciones más pequeñas, una coalición creada para presentarse a las elecciones al Parlamento de Andalucía y a las elecciones generales españolas del 9 de marzo de 2008. Finalmente, la coalición no obtuvo representación en el Parlamento de Andalucía ni en el Congreso de los Diputados, perdiendo los 5 diputados autonómicos que conservaba el PA.
En noviembre de 2008, se celebró en Chiclana de la Frontera el III Congreso Nacional del PSA, donde el hasta entonces líder del partido, Pedro Pacheco, renunció a ser candidato a la secretaría general. En su lugar, se eligió una dirección colegiada formada por Amalia Benavente, José Pérez, Juan Román y José Antonio Pino, siendo este último nombrado portavoz de dicha dirección.
En la elecciones europeas de junio de 2009 el PSA se presentó en solitario, aunque con el apoyo de otras formaciones políticas como el Bloque Nacionalista Andaluz (BNA) y Convergencia Andaluza. Los resultados fueron mejores que los de 2004, obteniendo 9.649 votos en Andalucía (0,37% en la comunidad autónoma; los mejores resultados los tuvo en la provincia de Cádiz, con un 0,85% de los votos) y más de 13.993 en el conjunto de España. No obstante, no fueron suficientes para conseguir representación en el Parlamento Europeo.
El 1 de mayo de 2011 en un Congreso Extraordinario, el PSA decidió integrarse de nuevo en el Partido Andalucista. Después de esta fusión, Pedro Pacheco, el impulsor de la ruptura PA-PSA, se escindió fundando su propio partido, Plataforma Andaluza - Foro Ciudadano, para presentarse a la alcaldía de Jerez de la Frontera y a las elecciones autonómicas andaluzas.